# Первомайська ТЕЦ
Первомайська ТЕЦ — теплоелектроцентраль, що діяла у місті Златопіль (до 2024-го – Первомайський).
Теплоелектроцентраль спорудили в межах проекту потужного заводу хімії хлору в Первомайському. Закладання фундаментів ТЕЦ припало на 1966 рік, а в 1969-му змонтували два водогрійні котли. У 1972-му станція видала першу електроенергію, а в 1977-му досягнула повної проектної потужності (можливо відзначити, що перші виробництва хімічного комібнату ввели в дію у 1971 – 1972 роках, а на 1975-й припав початок запуску базового електролізного цеху).
Основне обладнання станції складалось із 4 парових котлів, 3 водогрійних котлів та 2 парових теплофікаційних турбін потужністю по 25 МВт (загальна електрична потужність ТЕЦ зазвичай зазначається як 48 МВт). Теплова потужність складала 450 Гкал/год (інше джерело вказує, що ТЕЦ могла постачати хімічному комбінату 300 тонн технологічної пари на годину).
Як паливо використовували природний газ (можливо відзначити, що Златопіль знаходиться неподалік від Шебелинського газового промислу).
Водозабезпечення ТЕЦ відбувалось за допомогою насосної станції на Сіверському Донцю.
Сполучення хімічного комбінату та ТЕЦ з енергосистемою відбувалось під напругою 110 кВ.
На тлі краху планової економіки завод у Первомайському потрапив у скрутне економічне становище та в підсумку забанкрутував. З 2007-го ТЕЦ виділили у окреме державне підприємство «Енергохімпром», втім, в умовах втрати основного споживача теплової енергії вона не могла продовжувати рентабельну роботу.
Вже у 2008 — 2012 роках зафіксовані викиди димових газів ТЕЦ дорівнювали нулю.